# Andreas Friedrich Bauer

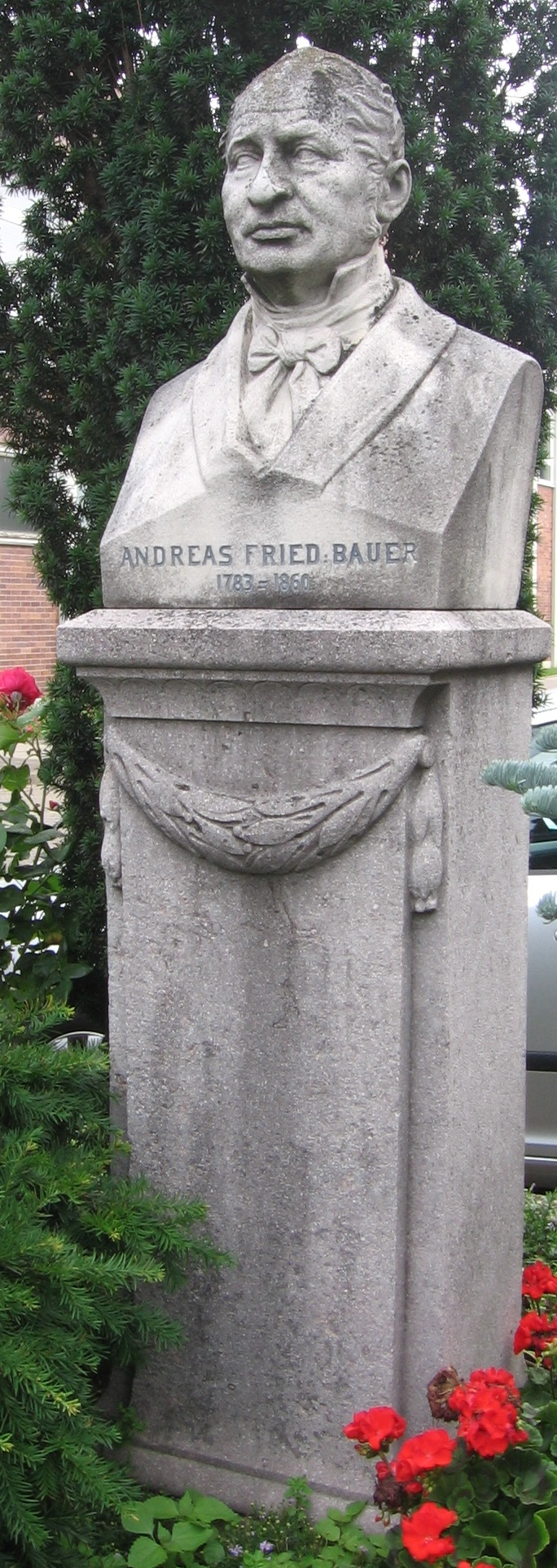
Monumento a Andreas Friedrich Bauer en Würzburg.

Andreas Friedrich Bauer (Stuttgart, 18 de agosto de 1783 – Würzburg, 27 de diciembre de 1860) fue un técnico y empresario alemán.
En su ciudad natal aprendió Óptica y Mecánica. Después, hizo la carrera de Matemáticas en la Universidad de Tubinga. En 1800, emigró a Gran Bretaña, donde conoció en 1807 a Friedrich Koenig. Juntos desarrollaron la imprenta a vapor que usó por primera vez el diario The Times para su edición del 29 de noviembre de 1814. 
En 1818 Bauer y Koenig regresaron a Alemania y fundaron en Oberzell, cerca de Würzburg, la fábrica de prensas de alta velocidad Koenig & Bauer. Tras la muerte de Koenig en 1833, su viuda pasó a la dirección de la empresa junto con Bauer. 
En 1847, bajo su dirección, se construyó una imprenta con una capacidad de 6000 páginas por hora. Otra de sus invenciones fue la utilización del llamado movimiento rotatorio como uno de los fundamentos para la construcción de las prensas. La primera máquina que usaba este sistema fue suministrada a Leipzig en 1840.

## Capacidad de impresión
La tabla muestra el máximo número de impresiones por hora que las imprentas de Koenig podían producir comparado con las anteriores prensas manuales
|                                | Imprentas manuales      | Imprentas manuales         | Imprentas a vapor    | Imprentas a vapor    | Imprentas a vapor    | Imprentas a vapor   |
|                                | Tipo Gutenberg ca. 1600 | Imprenta Stanhope ca. 1800 | Imprenta Koenig 1812 | Imprenta Koenig 1813 | Imprenta Koenig 1814 | Koenig & Bauer 1818 |
| Número de impresiones por hora | 240                     | 480                        | 800                  | 1100                 | 2000                 | 2400                |